# Фельтен (футбольний клуб)
ФСВ «Фельтен 90 е. В.» (нім. FSV Velten 90 e.V.) — колишня німецька футбольна команда з міста Фельтен, Бранденбург.
Найбільшим успіхом клубу стала участь у другому дивізіоні чемпіонату НДР в сезоні 1989/90 років, під назвою «Хемі» (Фельтен) (Chemie Velten).
Після об'єднання Німеччини, тепер вже під назвою ФСВ Фельтен, у 1995 році клуб вийшов до третього дивізіону німецького футболу, Регіональної Ліги «Північ-Схід», в якій провів два сезони допоки не вилетів до нижчого дивізіону. У наступному сезоні 1997/98 років під час проведення чемпіонату оголосив про своє банкрутство та був розформований.
Було створено новий клуб, СК Оберхафел Фельтен, проте він так і не зміг досягти тих успіхів, які мав збанкрутілий клуб.
У 1993 році кольори цього клубу захищав радянський та український футболіст Олександр Спіцин.

## Досягнення
- NOFV-Oberliga Nord
  -  Чемпіон (1): 1995

- Бецірксліга Потсдам
  -  Чемпіон (3): 1960, 1987, 1989